# Рясино (Смоленский район)
Рясино — деревня в Смоленском районе Смоленской области России. Входит в состав Печерского сельского поселения. Население — 177 жителей (2010 год). 
Расположена в западной части области в 4 км к северу от Смоленска, в 1 км южнее автодороги М1 «Беларусь». В 6 км южнее деревни расположена железнодорожная станция Смоленск на линии Москва — Минск. 

## История
В годы Великой Отечественной войны деревня была оккупирована гитлеровскими войсками в июле 1941 года, освобождена в сентябре 1943 года. 